# Alberto Aparicio
Alberto Aparicio (La Paz, 1923. november 11. – ?), bolíviai válogatott labdarúgó.
A bolíviai válogatott tagjaként részt vett az 1950-es világbajnokságon.